# Stelletta freitasi
Stelletta freitasi är en svampdjursart som beskrevs av Claude Lévi 1964. Stelletta freitasi ingår i släktet Stelletta och familjen Ancorinidae.
Artens utbredningsområde är Moçambique. Inga underarter finns listade i Catalogue of Life.